# NGC 821
NGC 821 je galaksija u zviježđu Ovnu.

## Vanjske poveznice
- SEDS: NGC 821